# Parachernes vastitatis
Espèce
Synonymes
- Chelanops vastitatis Chamberlin, 1923

Parachernes vastitatis est une espèce de pseudoscorpions de la famille des Chernetidae.

## Distribution
Cette espèce est endémique du Sonora du Mexique. Elle se rencontre vers sur l'île Tiburón.

## Description
Le mâle holotype mesure 3,2 mm et les femelles de 4 à 4,2 mm.

## Publication originale
- Chamberlin, 1923 : New and little known pseudoscorpions, principally from the islands and adjacent shores of the Gulf of California. Proceedings of the California Academy of Sciences, sér. 4, vol. 12, no 17, p. 353-387 (texte intégral).